# Atletica leggera ai Giochi della III Olimpiade - 400 metri piani

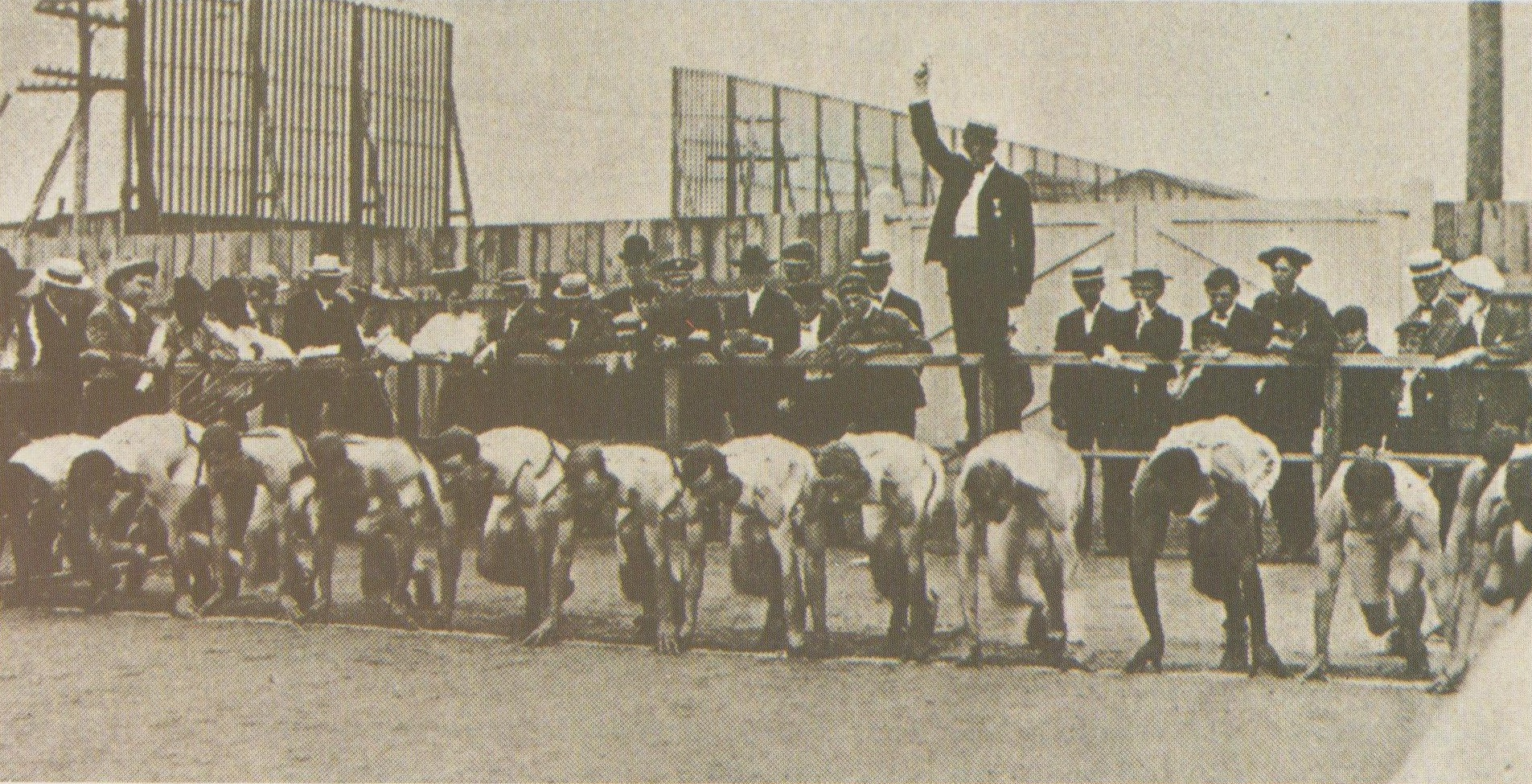
La partenza della gara. Il tredicesimo concorrente, in seconda fila, appare seminascosto a destra.

La gara dei 400 metri piani dei Giochi della III Olimpiade si tenne il 29 agosto 1904 al Francis Field della Washington University di Saint Louis.

## Risultati
Non vi sono eliminatorie, si disputa direttamente la finale. I 13 concorrenti vengono fatti partire tutti insieme. Si assiepano uno accanto all'altro, ma i 6,15 metri di larghezza della pista non sono sufficienti. Uno deve adattarsi a sistemarsi in seconda fila per mancanza di spazio.
Harry Hillman, campione USA 1903 e vicecampione 1904 delle 440 iarde, è il più forte del lotto dei partenti, anche se nei recenti campionati canadesi è stato battuto dall'atleta di casa, Percy Molson.
Scatta meglio di tutti Herman Groman, che si pone in testa al gruppo. Alla prima curva sopravanza Hillman, che tiene la testa della corsa fino al traguardo. Groman cede la seconda posizione a Frank Waller, che coglie l'argento.
| Pos.    | Atleta           | Nazione     | Età | Tempo  |
| ------- | ---------------- | ----------- | --- | ------ |
| Oro     | Harry Hillman    | Stati Uniti | 23  | 49"2 = |
| Argento | Frank Waller     | Stati Uniti | 20  | 49"9   |
| Bronzo  | Herman Groman    | Stati Uniti | 22  | 50"0   |
| 4       | Joseph Fleming   | Stati Uniti | 21  | n/d    |
| 5       | Meyer Prinstein  | Stati Uniti | 26  | n/d    |
| 6       | George Poage     | Stati Uniti | 24  | n/d    |
| ?       | Clyde Blair      | Stati Uniti | 23  | n/d    |
| ?       | Percy Molson     | Canada      | 24  | n/d    |
| ?       | Paul Pilgrim     | Stati Uniti | 21  | n/d    |
| ?       | Johannes Runge   | Germania    | 26  | n/d    |
| ?       | George Underwood | Stati Uniti | 20  | n/d    |
| ?       | Howard Valentine | Stati Uniti | 23  | n/d    |